# ۹۱ دلو
۹۱ دلو یک ستاره است که در صورت فلکی دلو قرار دارد.